# Renault Type GX
Der Renault Type GX war ein Personenkraftwagenmodell der Zwischenkriegszeit von Renault. Er wurde auch 40 CV genannt.

## Beschreibung
Die nationale Zulassungsbehörde erteilte am 10. November 1920 ihre Zulassung. Das Modell folgte auf den Renault Type HD und wurde vom Renault Type HF abgelöst.
Der wassergekühlte Sechszylindermotor mit 100 mm Bohrung und 160 mm Hub hatte 7540 cm³ Hubraum. Die Motorleistung wurde über eine Kardanwelle an die Hinterachse geleitet. Die Höchstgeschwindigkeit war je nach Übersetzung mit 71 bis 95 km/h angegeben.
Der Wendekreis war mit 16 bis 18 Metern angegeben. Das Fahrgestell wog 1680 kg. Als Karosseriebauform ist nur Limousine überliefert.